# Apenesia harrisi
Apenesia harrisi – gatunek błonkówki z rodziny płaszczykowatych i podrodziny Pristocerinae.
Gatunek ten został opisany w 2013 roku przez Darrena Francisa Warda, wyłącznie na podstawie samic. Epitet gatunkowy nadano na cześć Anthony’ego Harrisa.
Samice mają ciemnobrązowe, bezskrzydłe ciało o długości 6 mm. Głowę cechuje kwadratowy obrys, ścięta wierzchołkowa krawędź nadustka i żuwaczki z dwoma tępymi zębami. Mezosoma ma prostokątną tarczkę i pozbawiona jest notauli. Odnóża mają brązowe biodra i uda oraz jasnobrązowe golenie i stopy.
Owad endemiczny dla Nowej Zelandii, znany tylko z Wyspy Południowej.